# Eremospatha cabrae
Eremospatha cabrae är en enhjärtbladig växtart som först beskrevs av De Wild. och Théophile Alexis Durand, och fick sitt nu gällande namn av De Wild. Eremospatha cabrae ingår i släktet Eremospatha och familjen Arecaceae. Inga underarter finns listade i Catalogue of Life.